# Arrondissement de Bourg-en-Bresse
L'arrondissement de Bourg-en-Bresse est une division administrative française, située dans le département de l'Ain et la région Auvergne-Rhône-Alpes.

## Composition

### Composition avant 2015
Jusqu'en 2015 avec la modification de l'organisation des cantons, le territoire de l'arrondissement était organisé en cantons qui étaient les suivants :
- canton de Bâgé-le-Châtel ;
- canton de Bourg-en-Bresse-Est ;
- canton de Bourg-en-Bresse-Nord-Centre ;
- canton de Bourg-en-Bresse-Sud ;
- canton de Ceyzériat ;
- canton de Chalamont ;
- canton de Châtillon-sur-Chalaronne ;
- canton de Coligny ;
- canton de Meximieux ;
- canton de Miribel ;
- canton de Montluel ;
- canton de Montrevel-en-Bresse ;
- canton de Péronnas ;
- canton de Pont-d'Ain ;
- canton de Pont-de-Vaux ;
- canton de Pont-de-Veyle ;
- canton de Reyrieux ;
- canton de Saint-Trivier-de-Courtes ;
- canton de Saint-Trivier-sur-Moignans ;

L'arrondissement dans l'Ain jusqu'en 2016.

- canton de Thoissey ;
- canton de Treffort-Cuisiat ;
- canton de Trévoux ;
- canton de Villars-les-Dombes ;
- canton de Viriat.

### Composition depuis 2015
À cette date, il existe des cantons à cheval sur plusieurs arrondissements, ce qui implique qu'il existe des fractions de cantons :
- canton d'Attignat ;
- canton de Bourg-en-Bresse-1 ;
- canton de Bourg-en-Bresse-2 ;
- canton de Ceyzériat ;
- canton de Châtillon-sur-Chalaronne ;
- canton de Lagnieu (4 communes sur 25) ;
- canton de Meximieux ;
- canton de Miribel ;
- canton de Pont-d'Ain (4 communes sur 20) ;
- canton de Replonges ;
- canton de Pont-de-Veyle ;
- canton de Reyrieux ;
- canton de Saint-Étienne-du-Bois ;
- canton de Saint-Trivier-sur-Moignans ;
- canton de Trévoux ;
- canton de Villars-les-Dombes ;
- canton de Vonnas.

L'arrondissement dans l'Ain depuis 2017.

En 2017 avec la réorganisation des intercommunalités, les arrondissements suivent les limites de ces structures qui sont les suivantes :
- communauté d'agglomération du Bassin de Bourg-en-Bresse ;
- Communauté de communes de la Côtière ;
- Communauté de communes de la Dombes ;
- Communauté de communes Dombes-Saône Vallée ;
- Communauté de communes de Miribel et du Plateau ;
- Communauté de communes Bresse et Saône[Note 1] ;
- Communauté de communes Val-de-Saône Centre ;
- Communauté de communes de la Veyle.

Jassans-Riottier et Saint-Laurent-sur-Saône qui appartiennent à des intercommunalités extérieures au département restent dans l'arrondissement.
En conséquence de ces réorganisations, plusieurs communes quittent l'arrondissement. Le Montellier, Joyeux, Rignieux-le-Franc, Saint-Éloi, Faramans, Pérouges, Meximieux, Villieu-Loyes-Mollon, Charnoz-sur-Ain, Saint-Jean-de-Niost, Bourg-Saint-Christophe et Saint-Maurice-de-Gourdans deviennent des communes de l'arrondissement de Belley tandis que Neuville-sur-Ain, Pont-d'Ain, Varambon et Priay sont rattachées à l'arrondissement de Nantua. Le nombre de communes est alors de 201 en 2017, 200 en 2018 avec la création de Bâgé-Dommartin par fusion de Bâgé-la-Ville et Dommartin puis 199 en 2019  avec la création de Bresse Vallons par fusion de Cras-sur-Reyssouze et Étrez.
Au 1er janvier 2024, l'arrondissement groupe les 198 communes suivantes :
| Nom                               | Code Insee | Intercommunalité                      | Superficie (km2) | Population (dernière pop. légale) | Densité (hab./km2) | Modifier                                    |
| --------------------------------- | ---------- | ------------------------------------- | ---------------- | --------------------------------- | ------------------ | ------------------------------------------- |
| Bourg-en-Bresse (chef-lieu)       | 01053      | CA du Bassin de Bourg-en-Bresse       | 23,86            | 42 065 (2022)                     | 1 763              | modifier les données · modifier les données |
| L'Abergement-Clémenciat           | 01001      | CC de la Dombes                       | 15,95            | 859 (2022)                        | 54                 | modifier les données · modifier les données |
| Ambérieux-en-Dombes               | 01005      | CC Dombes Saône Vallée                | 15,92            | 1 917 (2022)                      | 120                | modifier les données · modifier les données |
| Arbigny                           | 01016      | CC Bresse et Saône                    | 17,47            | 459 (2022)                        | 26                 | modifier les données · modifier les données |
| Ars-sur-Formans                   | 01021      | CC Dombes Saône Vallée                | 5,50             | 1 513 (2022)                      | 275                | modifier les données · modifier les données |
| Asnières-sur-Saône                | 01023      | CC Bresse et Saône                    | 4,68             | 77 (2022)                         | 16                 | modifier les données · modifier les données |
| Attignat                          | 01024      | CA du Bassin de Bourg-en-Bresse       | 18,69            | 3 372 (2022)                      | 180                | modifier les données · modifier les données |
| Bâgé-Dommartin                    | 01025      | CC Bresse et Saône                    | 56,87            | 4 057 (2022)                      | 71                 | modifier les données · modifier les données |
| Bâgé-le-Châtel                    | 01026      | CC Bresse et Saône                    | 0,88             | 987 (2022)                        | 1 122              | modifier les données · modifier les données |
| Balan                             | 01027      | CC de la Côtière à Montluel           | 18,04            | 2 878 (2022)                      | 160                | modifier les données · modifier les données |
| Baneins                           | 01028      | CC de la Dombes                       | 8,91             | 618 (2022)                        | 69                 | modifier les données · modifier les données |
| Beaupont                          | 01029      | CA du Bassin de Bourg-en-Bresse       | 14,07            | 717 (2022)                        | 51                 | modifier les données · modifier les données |
| Beauregard                        | 01030      | CC Dombes Saône Vallée                | 0,94             | 826 (2022)                        | 879                | modifier les données · modifier les données |
| Béligneux                         | 01032      | CC de la Côtière à Montluel           | 13,30            | 3 484 (2022)                      | 262                | modifier les données · modifier les données |
| Bény                              | 01038      | CA du Bassin de Bourg-en-Bresse       | 18,25            | 769 (2022)                        | 42                 | modifier les données · modifier les données |
| Béréziat                          | 01040      | CA du Bassin de Bourg-en-Bresse       | 10,83            | 481 (2022)                        | 44                 | modifier les données · modifier les données |
| Bey                               | 01042      | CC de la Veyle                        | 2,77             | 290 (2022)                        | 105                | modifier les données · modifier les données |
| Beynost                           | 01043      | CC de Miribel et du Plateau           | 10,64            | 4 936 (2022)                      | 464                | modifier les données · modifier les données |
| Birieux                           | 01045      | CC de la Dombes                       | 15,83            | 280 (2022)                        | 18                 | modifier les données · modifier les données |
| Biziat                            | 01046      | CC de la Veyle                        | 11,39            | 897 (2022)                        | 79                 | modifier les données · modifier les données |
| Bohas-Meyriat-Rignat              | 01245      | CA du Bassin de Bourg-en-Bresse       | 23,51            | 951 (2022)                        | 40                 | modifier les données · modifier les données |
| La Boisse                         | 01049      | CC de la Côtière à Montluel           | 9,40             | 3 401 (2022)                      | 362                | modifier les données · modifier les données |
| Boissey                           | 01050      | CC Bresse et Saône                    | 9,05             | 390 (2022)                        | 43                 | modifier les données · modifier les données |
| Bouligneux                        | 01052      | CC de la Dombes                       | 26,09            | 323 (2022)                        | 12                 | modifier les données · modifier les données |
| Boz                               | 01057      | CC Bresse et Saône                    | 7,31             | 509 (2022)                        | 70                 | modifier les données · modifier les données |
| Bresse Vallons                    | 01130      | CA du Bassin de Bourg-en-Bresse       | 25,98            | 2 393 (2022)                      | 92                 | modifier les données · modifier les données |
| Bressolles                        | 01062      | CC de la Côtière à Montluel           | 7,73             | 1 003 (2022)                      | 130                | modifier les données · modifier les données |
| Buellas                           | 01065      | CA du Bassin de Bourg-en-Bresse       | 10,21            | 1 884 (2022)                      | 185                | modifier les données · modifier les données |
| Certines                          | 01069      | CA du Bassin de Bourg-en-Bresse       | 15,92            | 1 518 (2022)                      | 95                 | modifier les données · modifier les données |
| Ceyzériat                         | 01072      | CA du Bassin de Bourg-en-Bresse       | 9,36             | 3 306 (2022)                      | 353                | modifier les données · modifier les données |
| Chalamont                         | 01074      | CC de la Dombes                       | 32,88            | 2 544 (2022)                      | 77                 | modifier les données · modifier les données |
| Chaleins                          | 01075      | CC Val de Saône Centre                | 17,00            | 1 436 (2022)                      | 84                 | modifier les données · modifier les données |
| Chaneins                          | 01083      | CC de la Dombes                       | 12,63            | 1 041 (2022)                      | 82                 | modifier les données · modifier les données |
| Chanoz-Châtenay                   | 01084      | CC de la Veyle                        | 13,42            | 943 (2022)                        | 70                 | modifier les données · modifier les données |
| La Chapelle-du-Châtelard          | 01085      | CC de la Dombes                       | 13,37            | 391 (2022)                        | 29                 | modifier les données · modifier les données |
| Châtenay                          | 01090      | CC de la Dombes                       | 14,95            | 358 (2022)                        | 24                 | modifier les données · modifier les données |
| Châtillon-la-Palud                | 01092      | CC de la Dombes                       | 14,01            | 1 675 (2022)                      | 120                | modifier les données · modifier les données |
| Châtillon-sur-Chalaronne          | 01093      | CC de la Dombes                       | 17,98            | 5 154 (2022)                      | 287                | modifier les données · modifier les données |
| Chavannes-sur-Reyssouze           | 01094      | CC Bresse et Saône                    | 16,55            | 746 (2022)                        | 45                 | modifier les données · modifier les données |
| Chaveyriat                        | 01096      | CC de la Veyle                        | 16,87            | 1 057 (2022)                      | 63                 | modifier les données · modifier les données |
| Chevroux                          | 01102      | CC Bresse et Saône                    | 17,20            | 981 (2022)                        | 57                 | modifier les données · modifier les données |
| Civrieux                          | 01105      | CC Dombes Saône Vallée                | 19,76            | 1 986 (2022)                      | 101                | modifier les données · modifier les données |
| Cize                              | 01106      | CA du Bassin de Bourg-en-Bresse       | 4,52             | 175 (2022)                        | 39                 | modifier les données · modifier les données |
| Coligny                           | 01108      | CA du Bassin de Bourg-en-Bresse       | 16,87            | 1 294 (2022)                      | 77                 | modifier les données · modifier les données |
| Condeissiat                       | 01113      | CC de la Dombes                       | 21,64            | 815 (2022)                        | 38                 | modifier les données · modifier les données |
| Confrançon                        | 01115      | CA du Bassin de Bourg-en-Bresse       | 18,17            | 1 357 (2022)                      | 75                 | modifier les données · modifier les données |
| Cormoranche-sur-Saône             | 01123      | CC de la Veyle                        | 9,85             | 1 165 (2022)                      | 118                | modifier les données · modifier les données |
| Cormoz                            | 01124      | CA du Bassin de Bourg-en-Bresse       | 19,56            | 704 (2022)                        | 36                 | modifier les données · modifier les données |
| Corveissiat                       | 01125      | CA du Bassin de Bourg-en-Bresse       | 22,69            | 587 (2022)                        | 26                 | modifier les données · modifier les données |
| Courmangoux                       | 01127      | CA du Bassin de Bourg-en-Bresse       | 14,82            | 513 (2022)                        | 35                 | modifier les données · modifier les données |
| Courtes                           | 01128      | CA du Bassin de Bourg-en-Bresse       | 9,06             | 293 (2022)                        | 32                 | modifier les données · modifier les données |
| Crans                             | 01129      | CC de la Dombes                       | 13,23            | 316 (2022)                        | 24                 | modifier les données · modifier les données |
| Crottet                           | 01134      | CC de la Veyle                        | 12,12            | 1 844 (2022)                      | 152                | modifier les données · modifier les données |
| Cruzilles-lès-Mépillat            | 01136      | CC de la Veyle                        | 11,84            | 951 (2022)                        | 80                 | modifier les données · modifier les données |
| Curciat-Dongalon                  | 01139      | CA du Bassin de Bourg-en-Bresse       | 23,94            | 462 (2022)                        | 19                 | modifier les données · modifier les données |
| Curtafond                         | 01140      | CA du Bassin de Bourg-en-Bresse       | 12,41            | 805 (2022)                        | 65                 | modifier les données · modifier les données |
| Dagneux                           | 01142      | CC de la Côtière à Montluel           | 6,65             | 4 741 (2022)                      | 713                | modifier les données · modifier les données |
| Dompierre-sur-Chalaronne          | 01146      | CC de la Dombes                       | 4,78             | 453 (2022)                        | 95                 | modifier les données · modifier les données |
| Dompierre-sur-Veyle               | 01145      | CA du Bassin de Bourg-en-Bresse       | 29,10            | 1 225 (2022)                      | 42                 | modifier les données · modifier les données |
| Domsure                           | 01147      | CA du Bassin de Bourg-en-Bresse       | 15,20            | 540 (2022)                        | 36                 | modifier les données · modifier les données |
| Drom                              | 01150      | CA du Bassin de Bourg-en-Bresse       | 7,78             | 215 (2022)                        | 28                 | modifier les données · modifier les données |
| Druillat                          | 01151      | CA du Bassin de Bourg-en-Bresse       | 20,72            | 1 144 (2022)                      | 55                 | modifier les données · modifier les données |
| Fareins                           | 01157      | CC Dombes Saône Vallée                | 8,22             | 2 524 (2022)                      | 307                | modifier les données · modifier les données |
| Feillens                          | 01159      | CC Bresse et Saône                    | 14,91            | 3 388 (2022)                      | 227                | modifier les données · modifier les données |
| Foissiat                          | 01163      | CA du Bassin de Bourg-en-Bresse       | 40,36            | 2 024 (2022)                      | 50                 | modifier les données · modifier les données |
| Francheleins                      | 01165      | CC Val de Saône Centre                | 13,56            | 1 593 (2022)                      | 117                | modifier les données · modifier les données |
| Frans                             | 01166      | CC Dombes Saône Vallée                | 7,98             | 2 547 (2022)                      | 319                | modifier les données · modifier les données |
| Garnerans                         | 01167      | CC Val de Saône Centre                | 8,57             | 685 (2022)                        | 80                 | modifier les données · modifier les données |
| Genouilleux                       | 01169      | CC Val de Saône Centre                | 4,08             | 675 (2022)                        | 165                | modifier les données · modifier les données |
| Gorrevod                          | 01175      | CC Bresse et Saône                    | 6,88             | 782 (2022)                        | 114                | modifier les données · modifier les données |
| Grand-Corent                      | 01177      | CA du Bassin de Bourg-en-Bresse       | 7,13             | 186 (2022)                        | 26                 | modifier les données · modifier les données |
| Grièges                           | 01179      | CC de la Veyle                        | 14,87            | 1 909 (2022)                      | 128                | modifier les données · modifier les données |
| Guéreins                          | 01183      | CC Val de Saône Centre                | 4,51             | 1 503 (2022)                      | 333                | modifier les données · modifier les données |
| Hautecourt-Romanèche              | 01184      | CA du Bassin de Bourg-en-Bresse       | 21,60            | 754 (2022)                        | 35                 | modifier les données · modifier les données |
| Illiat                            | 01188      | CC Val de Saône Centre                | 20,37            | 696 (2022)                        | 34                 | modifier les données · modifier les données |
| Jassans-Riottier                  | 01194      | CA Villefranche Beaujolais Saône      | 4,81             | 6 315 (2022)                      | 1 313              | modifier les données · modifier les données |
| Jasseron                          | 01195      | CA du Bassin de Bourg-en-Bresse       | 18,93            | 1 900 (2022)                      | 100                | modifier les données · modifier les données |
| Jayat                             | 01196      | CA du Bassin de Bourg-en-Bresse       | 16,30            | 1 276 (2022)                      | 78                 | modifier les données · modifier les données |
| Journans                          | 01197      | CA du Bassin de Bourg-en-Bresse       | 2,43             | 384 (2022)                        | 158                | modifier les données · modifier les données |
| Laiz                              | 01203      | CC de la Veyle                        | 10,31            | 1 292 (2022)                      | 125                | modifier les données · modifier les données |
| Lapeyrouse                        | 01207      | CC de la Dombes                       | 20,04            | 337 (2022)                        | 17                 | modifier les données · modifier les données |
| Lent                              | 01211      | CA du Bassin de Bourg-en-Bresse       | 31,48            | 1 459 (2022)                      | 46                 | modifier les données · modifier les données |
| Lescheroux                        | 01212      | CA du Bassin de Bourg-en-Bresse       | 20,05            | 720 (2022)                        | 36                 | modifier les données · modifier les données |
| Lurcy                             | 01225      | CC Val de Saône Centre                | 4,81             | 404 (2022)                        | 84                 | modifier les données · modifier les données |
| Malafretaz                        | 01229      | CA du Bassin de Bourg-en-Bresse       | 9,19             | 1 235 (2022)                      | 134                | modifier les données · modifier les données |
| Mantenay-Montlin                  | 01230      | CA du Bassin de Bourg-en-Bresse       | 10,80            | 320 (2022)                        | 30                 | modifier les données · modifier les données |
| Manziat                           | 01231      | CC Bresse et Saône                    | 12,63            | 1 985 (2022)                      | 157                | modifier les données · modifier les données |
| Marboz                            | 01232      | CA du Bassin de Bourg-en-Bresse       | 40,14            | 2 262 (2022)                      | 56                 | modifier les données · modifier les données |
| Marlieux                          | 01235      | CC de la Dombes                       | 16,85            | 1 186 (2022)                      | 70                 | modifier les données · modifier les données |
| Marsonnas                         | 01236      | CA du Bassin de Bourg-en-Bresse       | 18,38            | 1 034 (2022)                      | 56                 | modifier les données · modifier les données |
| Massieux                          | 01238      | CC Dombes Saône Vallée                | 3,10             | 2 733 (2022)                      | 882                | modifier les données · modifier les données |
| Meillonnas                        | 01241      | CA du Bassin de Bourg-en-Bresse       | 17,74            | 1 383 (2022)                      | 78                 | modifier les données · modifier les données |
| Messimy-sur-Saône                 | 01243      | CC Val de Saône Centre                | 5,95             | 1 312 (2022)                      | 221                | modifier les données · modifier les données |
| Mézériat                          | 01246      | CC de la Veyle                        | 19,17            | 2 179 (2022)                      | 114                | modifier les données · modifier les données |
| Mionnay                           | 01248      | CC de la Dombes                       | 19,62            | 2 309 (2022)                      | 118                | modifier les données · modifier les données |
| Miribel                           | 01249      | CC de Miribel et du Plateau           | 24,49            | 10 450 (2022)                     | 427                | modifier les données · modifier les données |
| Misérieux                         | 01250      | CC Dombes Saône Vallée                | 7,41             | 2 010 (2022)                      | 271                | modifier les données · modifier les données |
| Mogneneins                        | 01252      | CC Val de Saône Centre                | 8,57             | 824 (2022)                        | 96                 | modifier les données · modifier les données |
| Montagnat                         | 01254      | CA du Bassin de Bourg-en-Bresse       | 13,75            | 2 164 (2022)                      | 157                | modifier les données · modifier les données |
| Montceaux                         | 01258      | CC Val de Saône Centre                | 10,03            | 1 202 (2022)                      | 120                | modifier les données · modifier les données |
| Montcet                           | 01259      | CA du Bassin de Bourg-en-Bresse       | 6,68             | 715 (2022)                        | 107                | modifier les données · modifier les données |
| Monthieux                         | 01261      | CC de la Dombes                       | 10,75            | 673 (2022)                        | 63                 | modifier les données · modifier les données |
| Montluel                          | 01262      | CC de la Côtière à Montluel           | 40,11            | 6 879 (2022)                      | 172                | modifier les données · modifier les données |
| Montmerle-sur-Saône               | 01263      | CC Val de Saône Centre                | 4,16             | 3 798 (2022)                      | 913                | modifier les données · modifier les données |
| Montracol                         | 01264      | CA du Bassin de Bourg-en-Bresse       | 14,56            | 1 008 (2022)                      | 69                 | modifier les données · modifier les données |
| Montrevel-en-Bresse               | 01266      | CA du Bassin de Bourg-en-Bresse       | 10,27            | 2 661 (2022)                      | 259                | modifier les données · modifier les données |
| Neuville-les-Dames                | 01272      | CC de la Dombes                       | 26,59            | 1 540 (2022)                      | 58                 | modifier les données · modifier les données |
| Neyron                            | 01275      | CC de Miribel et du Plateau           | 5,36             | 2 479 (2022)                      | 463                | modifier les données · modifier les données |
| Niévroz                           | 01276      | CC de la Côtière à Montluel           | 10,46            | 1 648 (2022)                      | 158                | modifier les données · modifier les données |
| Nivigne et Suran                  | 01095      | CA du Bassin de Bourg-en-Bresse       | 30,98            | 822 (2022)                        | 27                 | modifier les données · modifier les données |
| Ozan                              | 01284      | CC Bresse et Saône                    | 6,60             | 721 (2022)                        | 109                | modifier les données · modifier les données |
| Parcieux                          | 01285      | CC Dombes Saône Vallée                | 3,14             | 1 317 (2022)                      | 419                | modifier les données · modifier les données |
| Péronnas                          | 01289      | CA du Bassin de Bourg-en-Bresse       | 17,55            | 6 437 (2022)                      | 367                | modifier les données · modifier les données |
| Perrex                            | 01291      | CC de la Veyle                        | 11,07            | 861 (2022)                        | 78                 | modifier les données · modifier les données |
| Peyzieux-sur-Saône                | 01295      | CC Val de Saône Centre                | 8,66             | 656 (2022)                        | 76                 | modifier les données · modifier les données |
| Pirajoux                          | 01296      | CA du Bassin de Bourg-en-Bresse       | 12,99            | 400 (2022)                        | 31                 | modifier les données · modifier les données |
| Pizay                             | 01297      | CC de la Côtière à Montluel           | 11,18            | 922 (2022)                        | 82                 | modifier les données · modifier les données |
| Le Plantay                        | 01299      | CC de la Dombes                       | 19,96            | 569 (2022)                        | 29                 | modifier les données · modifier les données |
| Polliat                           | 01301      | CA du Bassin de Bourg-en-Bresse       | 20,07            | 2 694 (2022)                      | 134                | modifier les données · modifier les données |
| Pont-de-Vaux                      | 01305      | CC Bresse et Saône                    | 7,54             | 2 184 (2022)                      | 290                | modifier les données · modifier les données |
| Pont-de-Veyle                     | 01306      | CC de la Veyle                        | 1,94             | 1 600 (2022)                      | 825                | modifier les données · modifier les données |
| Pouillat                          | 01309      | CA du Bassin de Bourg-en-Bresse       | 6,23             | 79 (2022)                         | 13                 | modifier les données · modifier les données |
| Ramasse                           | 01317      | CA du Bassin de Bourg-en-Bresse       | 9,86             | 332 (2022)                        | 34                 | modifier les données · modifier les données |
| Rancé                             | 01318      | CC Dombes Saône Vallée                | 9,53             | 760 (2022)                        | 80                 | modifier les données · modifier les données |
| Relevant                          | 01319      | CC de la Dombes                       | 12,38            | 467 (2022)                        | 38                 | modifier les données · modifier les données |
| Replonges                         | 01320      | CC Bresse et Saône                    | 16,60            | 3 929 (2022)                      | 237                | modifier les données · modifier les données |
| Revonnas                          | 01321      | CA du Bassin de Bourg-en-Bresse       | 7,75             | 905 (2022)                        | 117                | modifier les données · modifier les données |
| Reyrieux                          | 01322      | CC Dombes Saône Vallée                | 15,70            | 5 228 (2022)                      | 333                | modifier les données · modifier les données |
| Reyssouze                         | 01323      | CC Bresse et Saône                    | 9,54             | 1 003 (2022)                      | 105                | modifier les données · modifier les données |
| Romans                            | 01328      | CC de la Dombes                       | 22,32            | 628 (2022)                        | 28                 | modifier les données · modifier les données |
| Saint-André-d'Huiriat             | 01334      | CC de la Veyle                        | 9,00             | 671 (2022)                        | 75                 | modifier les données · modifier les données |
| Saint-André-de-Bâgé               | 01332      | CC Bresse et Saône                    | 2,70             | 819 (2022)                        | 303                | modifier les données · modifier les données |
| Saint-André-de-Corcy              | 01333      | CC de la Dombes                       | 20,73            | 3 369 (2022)                      | 163                | modifier les données · modifier les données |
| Saint-André-le-Bouchoux           | 01335      | CC de la Dombes                       | 9,32             | 427 (2022)                        | 46                 | modifier les données · modifier les données |
| Saint-André-sur-Vieux-Jonc        | 01336      | CA du Bassin de Bourg-en-Bresse       | 24,22            | 1 216 (2022)                      | 50                 | modifier les données · modifier les données |
| Saint-Bénigne                     | 01337      | CC Bresse et Saône                    | 16,49            | 1 351 (2022)                      | 82                 | modifier les données · modifier les données |
| Saint-Bernard                     | 01339      | CC Dombes Saône Vallée                | 3,15             | 1 544 (2022)                      | 490                | modifier les données · modifier les données |
| Saint-Cyr-sur-Menthon             | 01343      | CC de la Veyle                        | 16,93            | 1 867 (2022)                      | 110                | modifier les données · modifier les données |
| Saint-Denis-lès-Bourg             | 01344      | CA du Bassin de Bourg-en-Bresse       | 12,58            | 6 078 (2022)                      | 483                | modifier les données · modifier les données |
| Saint-Didier-d'Aussiat            | 01346      | CA du Bassin de Bourg-en-Bresse       | 15,22            | 845 (2022)                        | 56                 | modifier les données · modifier les données |
| Saint-Didier-de-Formans           | 01347      | CC Dombes Saône Vallée                | 6,53             | 2 176 (2022)                      | 333                | modifier les données · modifier les données |
| Saint-Didier-sur-Chalaronne       | 01348      | CC Val de Saône Centre                | 24,98            | 2 969 (2022)                      | 119                | modifier les données · modifier les données |
| Saint-Étienne-du-Bois             | 01350      | CA du Bassin de Bourg-en-Bresse       | 28,38            | 2 569 (2022)                      | 91                 | modifier les données · modifier les données |
| Saint-Étienne-sur-Chalaronne      | 01351      | CC Val de Saône Centre                | 20,99            | 1 625 (2022)                      | 77                 | modifier les données · modifier les données |
| Saint-Étienne-sur-Reyssouze       | 01352      | CC Bresse et Saône                    | 13,82            | 576 (2022)                        | 42                 | modifier les données · modifier les données |
| Saint-Genis-sur-Menthon           | 01355      | CC de la Veyle                        | 11,55            | 488 (2022)                        | 42                 | modifier les données · modifier les données |
| Saint-Georges-sur-Renon           | 01356      | CC de la Dombes                       | 5,66             | 214 (2022)                        | 38                 | modifier les données · modifier les données |
| Saint-Germain-sur-Renon           | 01359      | CC de la Dombes                       | 15,80            | 262 (2022)                        | 17                 | modifier les données · modifier les données |
| Saint-Jean-de-Thurigneux          | 01362      | CC Dombes Saône Vallée                | 16,00            | 850 (2022)                        | 53                 | modifier les données · modifier les données |
| Saint-Jean-sur-Reyssouze          | 01364      | CA du Bassin de Bourg-en-Bresse       | 27,48            | 764 (2022)                        | 28                 | modifier les données · modifier les données |
| Saint-Jean-sur-Veyle              | 01365      | CC de la Veyle                        | 11,21            | 1 154 (2022)                      | 103                | modifier les données · modifier les données |
| Saint-Julien-sur-Reyssouze        | 01367      | CA du Bassin de Bourg-en-Bresse       | 7,52             | 687 (2022)                        | 91                 | modifier les données · modifier les données |
| Saint-Julien-sur-Veyle            | 01368      | CC de la Veyle                        | 9,84             | 853 (2022)                        | 87                 | modifier les données · modifier les données |
| Saint-Just                        | 01369      | CA du Bassin de Bourg-en-Bresse       | 3,38             | 953 (2022)                        | 282                | modifier les données · modifier les données |
| Saint-Laurent-sur-Saône           | 01370      | CA Mâconnais Beaujolais Agglomération | 0,53             | 1 735 (2022)                      | 3 274              | modifier les données · modifier les données |
| Saint-Marcel                      | 01371      | CC de la Dombes                       | 11,64            | 1 300 (2022)                      | 112                | modifier les données · modifier les données |
| Saint-Martin-du-Mont              | 01374      | CA du Bassin de Bourg-en-Bresse       | 28,09            | 1 953 (2022)                      | 70                 | modifier les données · modifier les données |
| Saint-Martin-le-Châtel            | 01375      | CA du Bassin de Bourg-en-Bresse       | 12,77            | 784 (2022)                        | 61                 | modifier les données · modifier les données |
| Saint-Maurice-de-Beynost          | 01376      | CC de Miribel et du Plateau           | 6,99             | 4 243 (2022)                      | 607                | modifier les données · modifier les données |
| Saint-Nizier-le-Bouchoux          | 01380      | CA du Bassin de Bourg-en-Bresse       | 28,30            | 589 (2022)                        | 21                 | modifier les données · modifier les données |
| Saint-Nizier-le-Désert            | 01381      | CC de la Dombes                       | 24,96            | 922 (2022)                        | 37                 | modifier les données · modifier les données |
| Saint-Paul-de-Varax               | 01383      | CC de la Dombes                       | 25,97            | 1 637 (2022)                      | 63                 | modifier les données · modifier les données |
| Saint-Rémy                        | 01385      | CA du Bassin de Bourg-en-Bresse       | 7,38             | 922 (2022)                        | 125                | modifier les données · modifier les données |
| Saint-Sulpice                     | 01387      | CA du Bassin de Bourg-en-Bresse       | 5,26             | 259 (2022)                        | 49                 | modifier les données · modifier les données |
| Saint-Trivier-de-Courtes          | 01388      | CA du Bassin de Bourg-en-Bresse       | 16,53            | 1 122 (2022)                      | 68                 | modifier les données · modifier les données |
| Saint-Trivier-sur-Moignans        | 01389      | CC de la Dombes                       | 41,99            | 1 910 (2022)                      | 45                 | modifier les données · modifier les données |
| Sainte-Croix                      | 01342      | CC de la Côtière à Montluel           | 10,62            | 548 (2022)                        | 52                 | modifier les données · modifier les données |
| Sainte-Euphémie                   | 01353      | CC Dombes Saône Vallée                | 4,61             | 1 741 (2022)                      | 378                | modifier les données · modifier les données |
| Sainte-Olive                      | 01382      | CC de la Dombes                       | 7,39             | 357 (2022)                        | 48                 | modifier les données · modifier les données |
| Salavre                           | 01391      | CA du Bassin de Bourg-en-Bresse       | 7,77             | 295 (2022)                        | 38                 | modifier les données · modifier les données |
| Sandrans                          | 01393      | CC de la Dombes                       | 29,02            | 578 (2022)                        | 20                 | modifier les données · modifier les données |
| Savigneux                         | 01398      | CC Dombes Saône Vallée                | 14,75            | 1 459 (2022)                      | 99                 | modifier les données · modifier les données |
| Sermoyer                          | 01402      | CC Bresse et Saône                    | 16,70            | 659 (2022)                        | 39                 | modifier les données · modifier les données |
| Servas                            | 01405      | CA du Bassin de Bourg-en-Bresse       | 13,05            | 1 287 (2022)                      | 99                 | modifier les données · modifier les données |
| Servignat                         | 01406      | CA du Bassin de Bourg-en-Bresse       | 7,99             | 180 (2022)                        | 23                 | modifier les données · modifier les données |
| Simandre-sur-Suran                | 01408      | CA du Bassin de Bourg-en-Bresse       | 16,30            | 664 (2022)                        | 41                 | modifier les données · modifier les données |
| Sulignat                          | 01412      | CC de la Dombes                       | 10,80            | 605 (2022)                        | 56                 | modifier les données · modifier les données |
| Thil                              | 01418      | CC de Miribel et du Plateau           | 5,15             | 1 208 (2022)                      | 235                | modifier les données · modifier les données |
| Thoissey                          | 01420      | CC Val de Saône Centre                | 1,34             | 1 644 (2022)                      | 1 227              | modifier les données · modifier les données |
| Tossiat                           | 01422      | CA du Bassin de Bourg-en-Bresse       | 10,17            | 1 389 (2022)                      | 137                | modifier les données · modifier les données |
| Toussieux                         | 01423      | CC Dombes Saône Vallée                | 4,74             | 1 228 (2022)                      | 259                | modifier les données · modifier les données |
| Tramoyes                          | 01424      | CC de Miribel et du Plateau           | 12,93            | 1 845 (2022)                      | 143                | modifier les données · modifier les données |
| La Tranclière                     | 01425      | CA du Bassin de Bourg-en-Bresse       | 14,75            | 288 (2022)                        | 20                 | modifier les données · modifier les données |
| Trévoux                           | 01427      | CC Dombes Saône Vallée                | 5,71             | 6 931 (2022)                      | 1 214              | modifier les données · modifier les données |
| Val-Revermont                     | 01426      | CA du Bassin de Bourg-en-Bresse       | 45,42            | 2 494 (2022)                      | 55                 | modifier les données · modifier les données |
| Valeins                           | 01428      | CC de la Dombes                       | 4,36             | 131 (2022)                        | 30                 | modifier les données · modifier les données |
| Vandeins                          | 01429      | CA du Bassin de Bourg-en-Bresse       | 9,40             | 725 (2022)                        | 77                 | modifier les données · modifier les données |
| Verjon                            | 01432      | CA du Bassin de Bourg-en-Bresse       | 5,11             | 343 (2022)                        | 67                 | modifier les données · modifier les données |
| Vernoux                           | 01433      | CA du Bassin de Bourg-en-Bresse       | 10,20            | 296 (2022)                        | 29                 | modifier les données · modifier les données |
| Versailleux                       | 01434      | CC de la Dombes                       | 18,77            | 500 (2022)                        | 27                 | modifier les données · modifier les données |
| Vescours                          | 01437      | CA du Bassin de Bourg-en-Bresse       | 12,48            | 215 (2022)                        | 17                 | modifier les données · modifier les données |
| Vésines                           | 01439      | CC Bresse et Saône                    | 3,88             | 97 (2022)                         | 25                 | modifier les données · modifier les données |
| Villars-les-Dombes                | 01443      | CC de la Dombes                       | 24,65            | 5 059 (2022)                      | 205                | modifier les données · modifier les données |
| Villemotier                       | 01445      | CA du Bassin de Bourg-en-Bresse       | 13,86            | 607 (2022)                        | 44                 | modifier les données · modifier les données |
| Villeneuve                        | 01446      | CC Dombes Saône Vallée                | 26,79            | 1 603 (2022)                      | 60                 | modifier les données · modifier les données |
| Villereversure                    | 01447      | CA du Bassin de Bourg-en-Bresse       | 17,45            | 1 391 (2022)                      | 80                 | modifier les données · modifier les données |
| Villette-sur-Ain                  | 01449      | CC de la Dombes                       | 19,38            | 763 (2022)                        | 39                 | modifier les données · modifier les données |
| Viriat                            | 01451      | CA du Bassin de Bourg-en-Bresse       | 45,03            | 6 955 (2022)                      | 154                | modifier les données · modifier les données |
| Vonnas                            | 01457      | CC de la Veyle                        | 17,81            | 3 233 (2022)                      | 182                | modifier les données · modifier les données |
| Arrondissement de Bourg-en-Bresse | 012        |                                       | 2 873,70         | 345 948 (2022)                    | 120                | modifier les données                        |

## Évolution démographique
En 2022, l'arrondissement comptait 345 948 habitants.
| 1968    | 1975    | 1982    | 1990    | 1999    | 2006    | 2011    | 2016    | 2021    |
| ------- | ------- | ------- | ------- | ------- | ------- | ------- | ------- | ------- |
| 191 921 | 210 043 | 237 987 | 267 656 | 295 351 | 324 074 | 342 701 | 331 400 | 342 454 |

| 2022    | - | - | - | - | - | - | - | - |
| ------- | - | - | - | - | - | - | - | - |
| 345 948 | - | - | - | - | - | - | - | - |